# Мохака (река)
Мохака — река в Новой Зеландии, на востоке острова Северный.
Длина реки 172 км, площадь бассейна 2357 км². Начинается в центральной части острова, течёт на восток и впадает в Тихий океан. Основными притоками являются реки Waipunga, Taharua и Hautapu.
Река широко используется туристами для сплава (в основном — верхнее течение).
Слово «мохака» на языке маори означает «место для танцев».

## Галерея

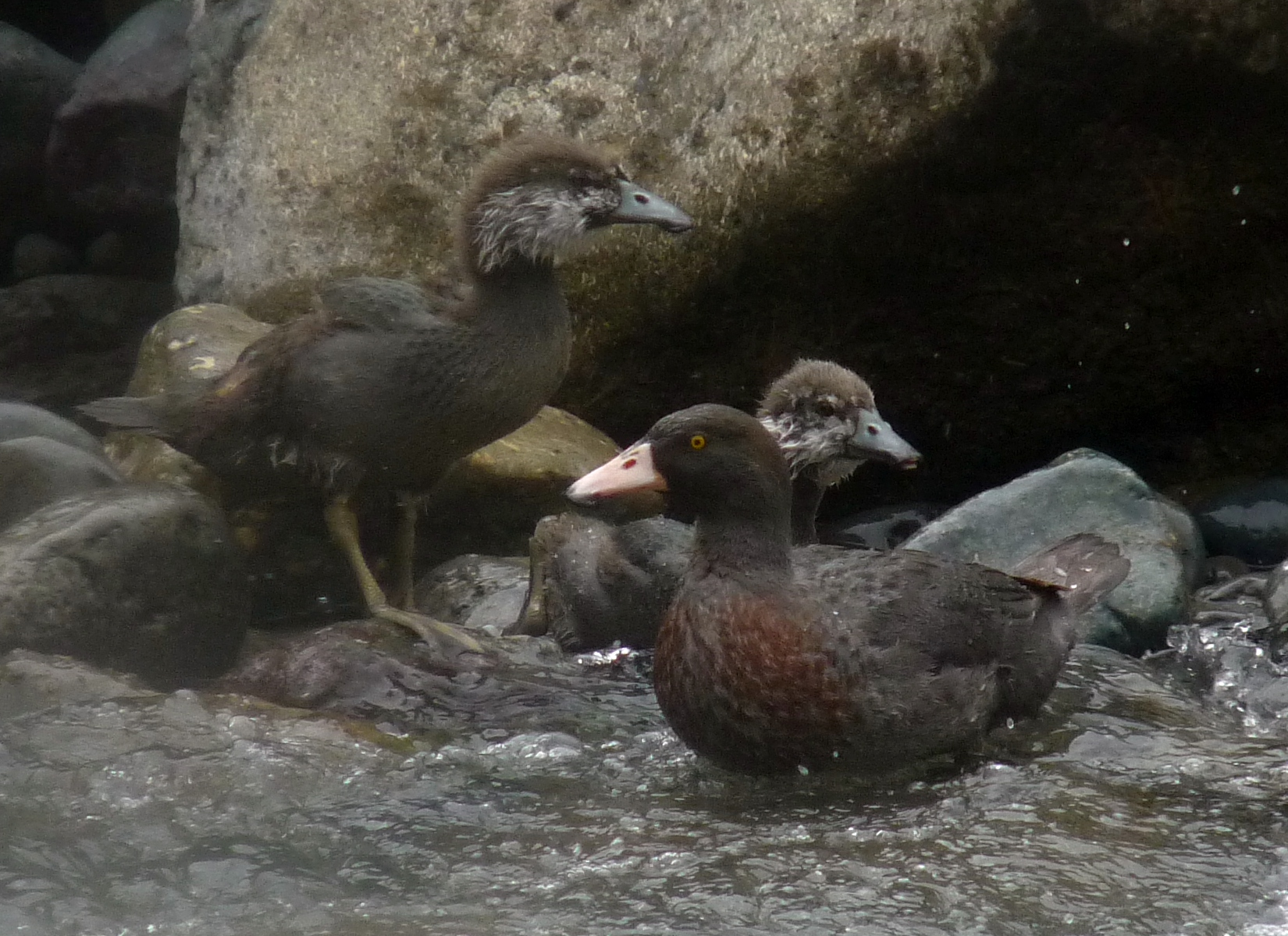
На Мохаке можно увидеть синих уток - эндемиков Новой Зеландии
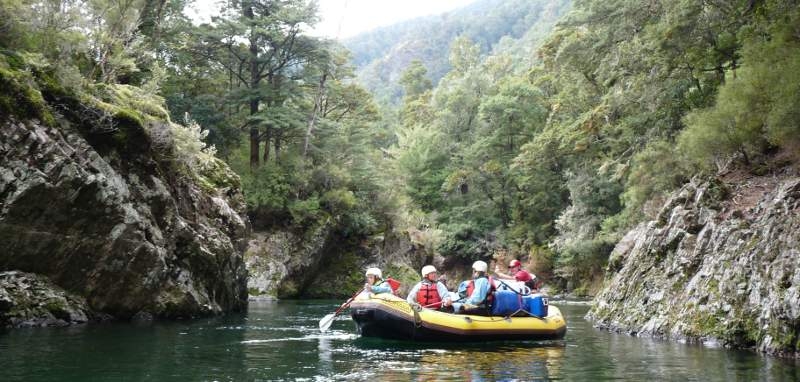
Сплав по реке
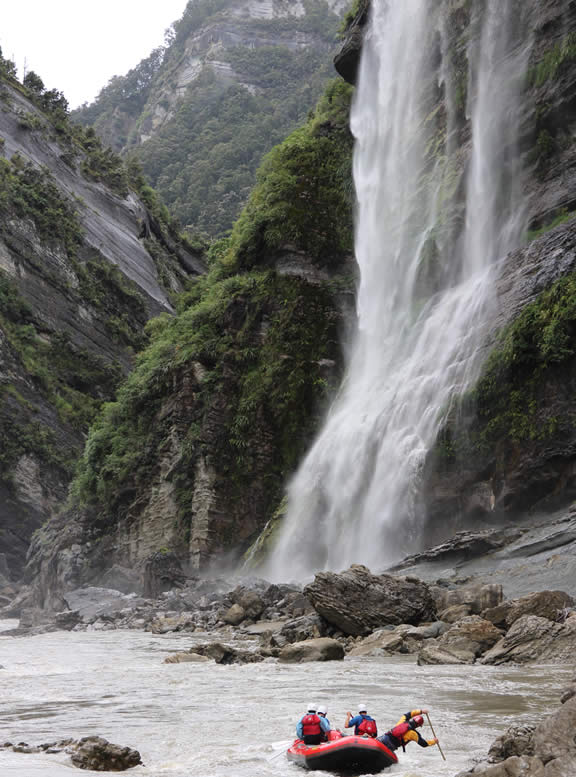
Водопад на Махаке
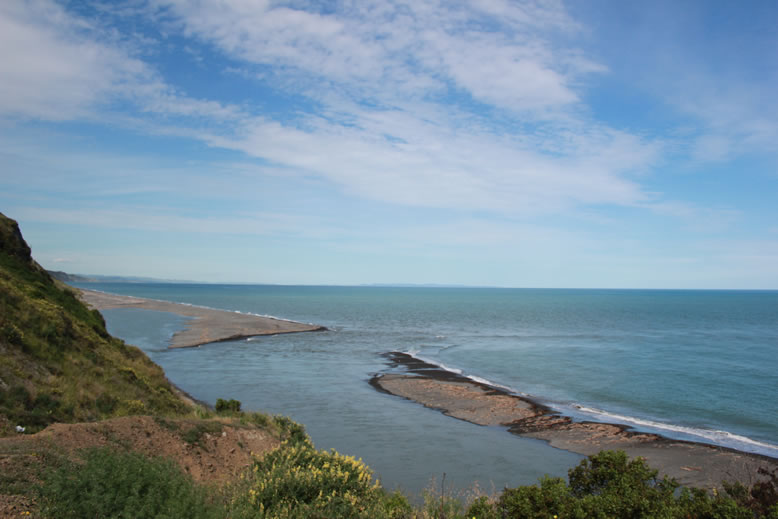
Устье реки
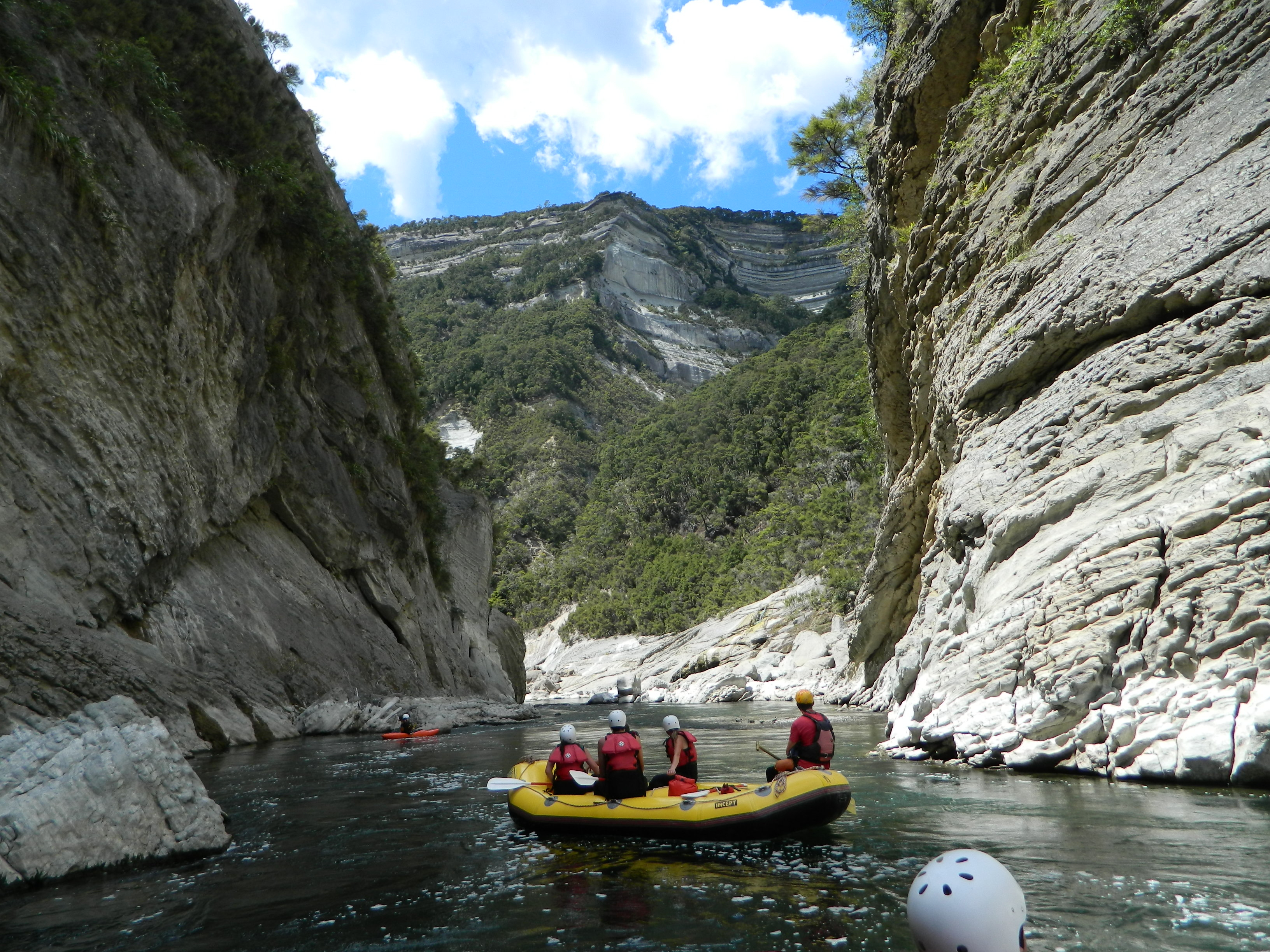
В одном из ущелий реки
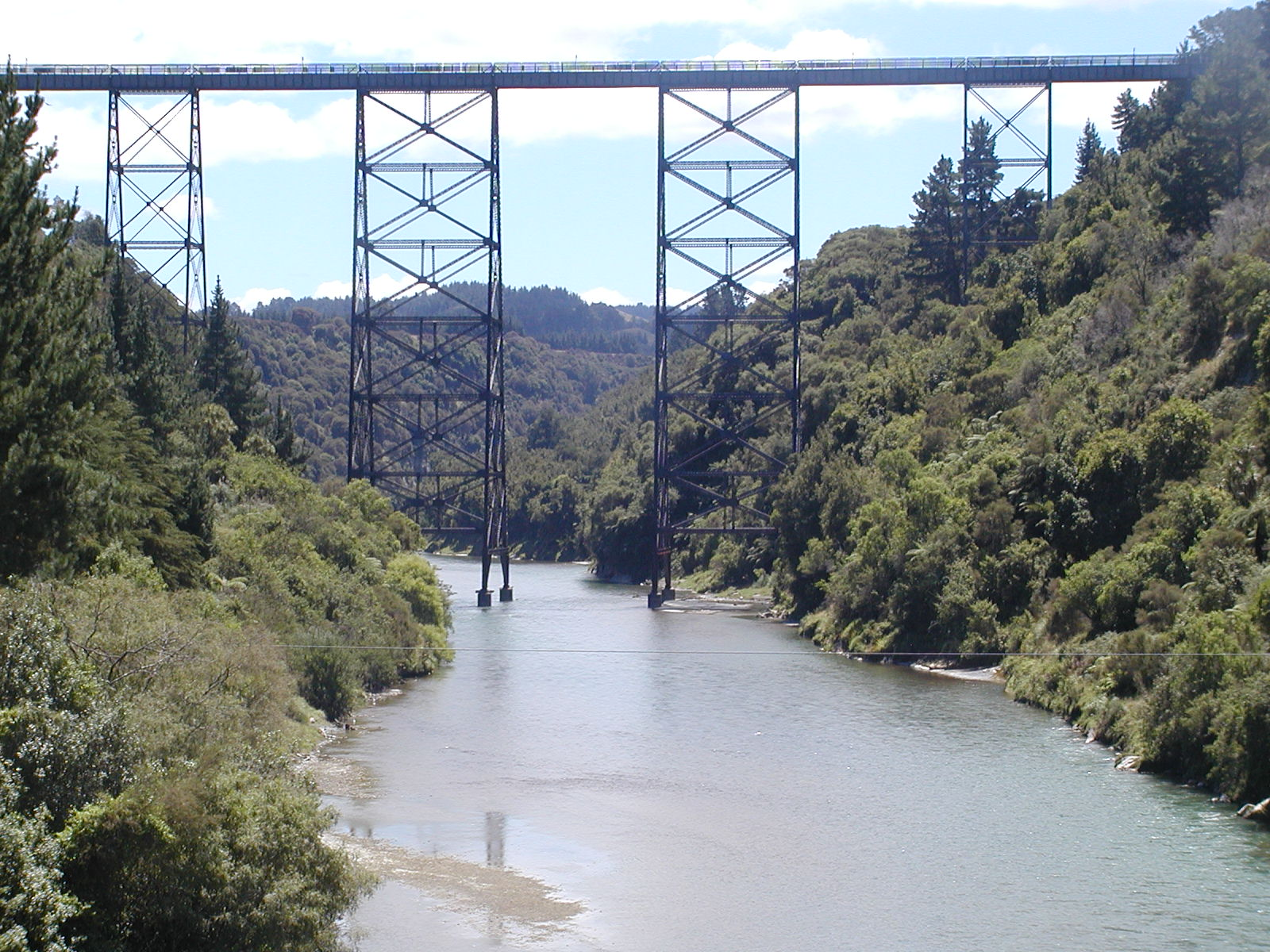
Мост над рекой